# 福斯特法则
福斯特法则（英語：Foster's rule），又称为岛屿法则（英語：island rule）、島嶼效應，是演化生物学中的一种规律，指物种会因为环境资源的变化而变得更大或更小，这是岛屿生物地理学研究中的核心内容。例如，从普通猛犸象演化而来的侏儒猛犸象（Mammuthus exilis）因生活在小岛上而体型变得很小。此外，大象、河马、蟒蛇、鹿以及人等动物中也发现了类似的演化路径。
这一法则最初由约翰·布里斯托尔·福斯特（John Bristol Foster）于1964年提出。当时他在《自然》上发表了一篇题为“哺乳动物在岛屿上的演化”（The evolution of mammals on islands）的文章，他对116座岛上的物种进行研究后发现，一些动物与它们在大陆上的同类相比变得体型更为庞大，另一些则变得更小。他认为，岛屿上小型动物因缺乏天敌而变得越来越大，大型动物则因为食物资源的缺乏而变得越来越小。
此后，罗伯特·麦克阿瑟与爱德华·威尔逊在《岛屿生物地理学理论》（The Theory of Island Biogeography）一书中对这一概念进行了补充。1978年泰德·卡斯（Ted J. Case）在《生态学》期刊上发表了一篇更复杂的长篇文章，他认为福斯特最初的推测过于简单化且并不完全正确。
一說現代俾格米人身材矮小即島嶼效應的作用。